# NoSpang
#NoSpang is een lied van de Nederlandse zanger Kenny B. Het werd in 2015 als single uitgebracht.

## Achtergrond
#NoSpang is geschreven door Bram Wouters, Joost Jellema en Kenneth Bron en geproduceerd door Jellema. Het is een nummer uit het genre reggae. In het lied zingt de artiesten over dat mensen zich soms niet zo druk moeten maken en moeten ontspannen. De titel is een Srananse term dat "maakt je niet druk" betekent. Het lied was onderdeel van een reclamecampagne van het Surinaamse frisdrankmerk Fernandes in Nederland.

## Hitnoteringen
De zanger had weinig succes met het lied in de hitlijsten van Nederland. Er was geen notering in de Single Top 100 en ook de Top 40 werd niet bereikt. Er was bij de laatstgenoemde hitlijst wel de elfde plaats in de Tipparade.